# Ramón Núñez
Ramón Núñez (* 14. November 1985 in Tegucigalpa, Honduras) ist ein ehemaliger honduranischer Fußballspieler, der im Mittelfeld spielte. 

## Jugendjahre
Núñez wuchs in den USA auf, nachdem er in den frühen 1990ern mit dem Visum seines Vaters in die Vereinigten Staaten gekommen war. Er besuchte die W. T. White High School in Dallas, Texas. Nach einer Saison an der Southern Methodist University, wo er als Missouri Valley Conference freshman of the year ausgezeichnet wurde, draftete ihn Dallas Burn an sechster Stelle im MLS SuperDraft 2004.

## Profikarriere
In seinem ersten Jahr bei den Dallas Burn (später: FC Dallas) spielte er kaum. Er kam auf insgesamt 107 Minuten in acht Spielen. In seiner zweiten Saison konnte er sich einen Platz in der Startelf sichern, wobei er fünf Tore erzielte und drei Vorlagen gab. Nachdem er seinen Startplatz verloren hatte, wurde Núñez im August 2007 im Gegenzug für einen einsatzabhängigen Pick beim MLS SuperDraft 2009 an CD Chivas USA abgegeben. Er konnte bei Chivas aber nicht überzeugen und wurde am Saisonende auf die Waiver-Liste gesetzt.
Kurz danach wechselte Núñez nach Honduras zu CD Olimpia, wo er auf 34 Spiele kam und drei Tore erzielte. Er war ein Schlüsselspieler in der Mannschaft Olimpias. Er spielte hauptsächlich im offensiven Mittelfeld, wo er als Spielmacher agierte und zahlreiche Tore vorbereitete. Wegen seiner guten Form im Verein und in der Nationalmannschaft wurde Núñez zur Clausura 2009 für ein halbes Jahr an den Puebla FC in die mexikanische Primera División verliehen und erzielte dort fünf Tore in 16 Ligapartien. Zur Apertura 2009 wechselte er zum mexikanischen Ligakonkurrenten CD Cruz Azul.
Nach einer zwischenzeitlichen Rückkehr zu CD Olimpia, wechselte Ramón Núñez 2010 zum englischen Zweitliga-Aufsteiger Leeds United. Von dort wurde er 2011 an Scunthorpe United ausgeliehen, bevor er 2013 zum FC Dallas zurückkehrte. Nach Ablauf seines Vertrages war er für ein Jahr vereinslos, bevor er sich 2014 dem costa-ricanischen Verein LD Alajuelense anschloss.
Nach einer zweijährigen Station in seiner Heimat bei Real España beendete Núñez 2016 bei den Fort Lauderdale Strikers in den Vereinigten Staaten seine Karriere.

## Nationalmannschaft
Núñez nahm mit der U-20-Auswahl Honduras an der Junioren-Fußballweltmeisterschaft 2005 in den Niederlanden teil. Im Oktober 2006 wurde er zum ersten Mal in die honduranische A-Nationalmannschaft berufen, gab jedoch sein Länderspieldebüt erst am 9. September 2007, als er in einem Spiel gegen Costa Rica eingewechselt wurde.
Im März 2008 nahm Núñez mit der honduranischen Olympiaauswahl am CONCACAF-Qualifikationsturnier für die Olympischen Spiele 2008 in China teil und agierte beim Turniersieg als Stammspieler im linken Mittelfeld. Beim Endturnier in China kam der Mittelfeldakteur in allen drei Gruppenspielen zum Einsatz, schied mit seiner Mannschaft aber nach drei Niederlagen punkt- und torlos aus.
Von Nationaltrainer Reinaldo Rueda wurde Núñez 2008 und 2009 regelmäßig für WM-Qualifikationsspiele berufen und kam während der erfolgreichen Qualifikation zu insgesamt 14 Einsätzen, in denen er drei Treffer erzielte.